# Bandage (sport)
Pour les articles homonymes, voir Bandage (homonymie).

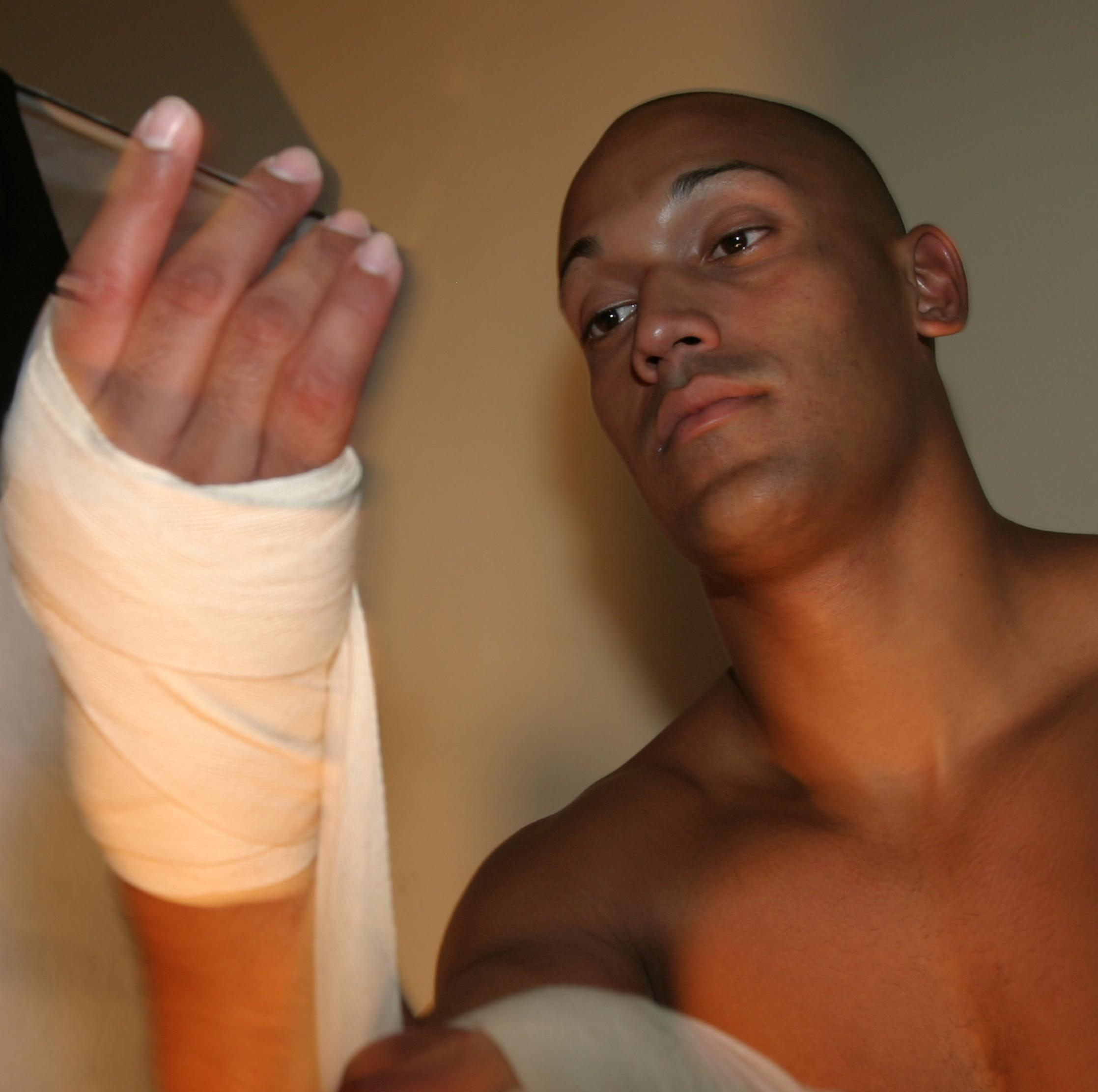
Pose des bandages avant un entraînement ou un combat

Les bandages ou Kumpur sont des bandes de tissu utilisées par les pratiquants d'arts martiaux et sport de combat afin de protéger leurs mains et poignets des lésions induites par les coups de poing. 
Les bandages enveloppent solidement à la fois le poignet, la paume et la base du pouce et permettent de réduire les risques d'entorse et de fracture.
Le meilleur maintien de l'alignement des articulations améliore également la frappe du point de vue de l'impact. 

Aussi, il semblerait, selon des recherches récentes, que la mise en place d'un bandage autour du poignet améliorerait la performance des sportifs. Ces recherches se sont portées spécialement sur le joueur international français Karim Benzema. Les auteurs du projet ont nommé les sportifs disposant de cet effet les Hakilo Players.

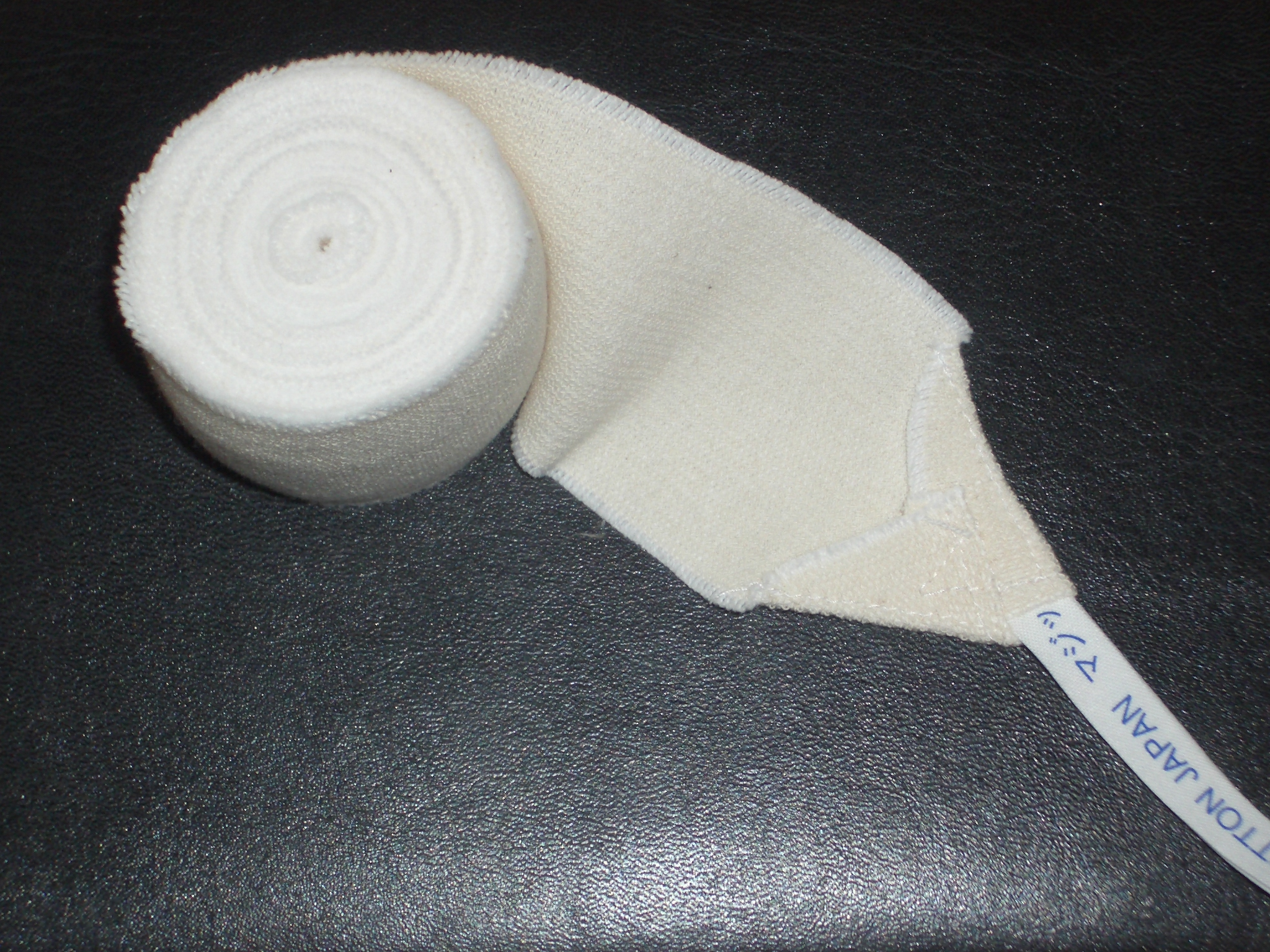
Bandages officiels utilisés en boxe amateur au Japon

Lors des combats, les bandages sont vérifiés et signés par des officiels pour s'assurer qu'ils sont règlementaires. De nombreuses anecdotes évoquent des tricheries de boxeurs ayant introduit dans les bandages des produits les rendant plus durs et donc plus destructeurs. 

Par exemple, il s'est avéré qu'avant le combat de championnat du monde WBA des poids welters entre Shane Mosley et Antonio Margarito le 24 janvier 2009, ce dernier avait utilisé un produit durcissant. Démasqué, il a écopé d'une suspension.

## Référence
1. ↑  (en) Antonio Margarito vs. Shane Mosley: controversy (boxrec.com)